# 青木亮二
青木 亮二（あおき りょうじ）は、主にMV・PVを手掛ける日本の映像作家。東京都練馬区出身。株式会社Logfilm代表。

## 作品

### MUSIC VIDEO
- the band apart 「photograph」「free fall」「ノード」「誰も知らないカーニバル～The Base」「light in the city 2」「higher 2」「ZION TOWN」「Castaway」
- Elomaticmill 「Satellite」
- 荒井岳史「あきらめの街抜けて」
- 口ロロ feat.the band apart「神話具現 feat.原昌和」
- MAN WITH A MISSION「Remember Me」
- 04 Limited Sazabys「Letter」「cubic」「Warp」「message」
- KEYTALK「FLAVOR FLAVOR」
- アルカラ「サースティサースティサースティガール」
- cinema staff「deadman」「overground」「behind」「僕たち」「熱源-digest-」「HYPER CHANT」「first song(at the terminal)」
- 真心ブラザーズ+奥田民生「My back pages」
- TOKIO「LOVE, HOLIDAY.」
- LiSA「I'm a Rock Star!」
- Charisma.com「#hashdark」「hello 2」
- ASPARAGUS「Analog Signal Processing」「MEND OUR MINDS」「gn8」「i want ya」
- パスピエ「あかつき」
- avengers in sci-fi「Citizen song」「Dune」
- BAND-MAID「Alone」「the non-fiction days」「ORDER」「YOLO」「Don't you tell Me」「secret my lips」「Daydreaming」「Choose me」「DICE」「start over」「glory」「Bubble」「endless Story」「輪廻 "RINNE"」「Blooming」「The Dragon Cries」「Different」「Manners」「Warning!」「From Now On」「influencer」「Memorable」「Shambles」「Ready to Rock」
- BAND-MAIKO「secret MAIKO lips」「祇園町」
- 押尾コータロー「landscape」「Brand New Wings」「ナユタ」「MOTHER」「RELATION!」「Together!!!」 「空と風のワルツ」「FLOWER」「Cyborg.」「My Guitar, My Life」
- UNCHAIN「a prayer」「Fresher」「Dangerous」
- UNCHAIN with 鬼束ちひろ「緊張」
- 片平里菜「愛のせい」
- 奥華子「初恋」
- 吉田山田「逢いたくて」「母のうた」「告白」「未来」「Today, Tonight」「キミに逢いたいな」「街」「RAIN」「MY HOME TOWN」「桜咲け」
- ビッケブランカ「ファビュラス」
- GRANRODEO「バラライ！」
- スフィア「My Only Place」
- SEX MACHINEGUNS「プライド」「ANACONDA」
- 妖精帝國「Shadow Corps」「DISORDER」「flamma idoa」
- Buono! 「初恋サイダー」「DEEP MIND」
- アンジュルム「大器晩成」「乙女の逆襲」「臥薪嘗胆」「七転び八起き」「魔法使いサリー」「ドンデンガエシ」「わたし」「次々続々」「愛のため進化した人間 愛のため退化した人間」「上手く言えない」「愛さえあればなんにもいらない」「夢見た15年(フィフティーン)」
- スマイレージ「良い奴」「ええか！？」「エイティーンエモーション」「ミステリーナイト！」「嗚呼 すすきの」「地球は今日も愛を育む」
- Berryz 工房「WANT!」「もっとずっと一緒にいたかった」「ROCK エロティック」「ゴールデンチャイナタウン」「サヨナラ嘘つきの私」「1億3千万総ダイエット王国」「愛はいつも君のなかに」「普通、アイドル10年やってらんないでしょ！？」
- Juice=Juice「風に吹かれて」「ブラックバタフライ」「背伸び」「伊達じゃないよ うちの人生は」「Wonderful World」「Ça va ? Ça va ?」「Feel！感じるよ」「ポップミュージック」
- つばきファクトリー「Just Try!」「ハナモヨウ」「デートの日は二度くらいシャワーして出かけたい」
- こぶしファクトリー「念には念(念入りVer.)」
- LoVendoЯ「いいんじゃない？」「普通の私 がんばれ！」「宝物」「イツワリ」
- 宮本佳林「氷点下」「規格外のロマンス」
- Bitter & Sweet「29歳」
- M!LK 「新学期アラカルト」「夏味ランデブー」「疾走ペンデュラム」
- THE PINBALLS「蝙蝠と聖レオンハルト」「Lightning strikes」「Voo Doo」「アダムの肋骨」「CRACK」「失われた宇宙」
- フルカワユタカ「僕はこう語った」
- フルカワユタカ feat.原昌和「ドナルドとウォルター」
- フルカワユタカ feat.安野勇太「クジャクとドラゴン」
- 中田裕二「朝焼けの彼方に」「ただひとつの太陽」「THE OPERATION」「IT'S SO EASY」
- アーバンギャルド「病めるアイドル」「さよならサブカルチャー」「都会のアリス」「さくらメメント」「くちびるデモクラシー」「コインロッカーベイビーズ」 「ファムファタファンタジー」「あくまで悪魔」
- Hilcrhyme「NEW DAY,NEW WORLD」
- 田所あずさ「1HOPE SNIPER」「運命ジレンマ」
- 立花理香「REALSTIC」
- 山崎エリィ「a little little thing」「Last Promise」
- 駒形友梨「トマレのススメ」「クロックワイズ」
- 楠田亜衣奈「ハッピーシンキング！」「アイナンダ！」
- nano.RIPE「こたえあわせ」「地球に針」
- 栗林みな実「One Unit」
- 麻生夏子「Movement of magic」「More-more LOVERS!!」「恋愛向上 committee」「Moonrise Romance」「My Starlit Point」
- 河野マリナ「たからもの」
- TRUE「BUTTERFLY EFFECTOR」
- 瀧川ありさ「色褪せない瞳」
- 藤田麻衣子「瞬間」「二度目の恋」「素敵なことがあなたを待っている」「もう恋なんてしない」「トライアングル(duet with 奥華子)」
- ZAQ「hopeness」「BRAVER」
- ラックライフ「サニーデイ」「リフレイン」「Lily」
- MAGIC OF LiFE「朝焼けとからっぽ」
- SID「硝子の瞳」
- baroque「GIRL」
- FIVE NEW OLD「Stay (Want You Mine)」
- 挫・人間「絶望シネマで臨死」「品がねぇ 萎え」
- FOX LOCO PHANTOM「群青バタフライ」「midnight sky walker」「KITCHEN MONSTAR」「Land」「笑う世界」「Dissection」
- THE TEENAGE KISSERS「BLACK SKINNY BIRD」「DAY DREAMER」「WENDY」「GOHST BITCH」 「Psychic Haze」「Venus Hypnosis」「I Love You And Kiss Me」
- QUADRANGLE「REASON TRIANGLE」「廃品回収」「sad song」「TOKYO CITY LIGHT」「PARADOX」
- BYEE the ROUND「ゴールド～UFO」「ロックスター～シルエット」 「ニンゲンジオラマ」「一言だけ」
- GRAND FAMILY ORCHESTRA「ラバーソウル」「リンディンドン」
- FABLED NUMBER「The Lights」「夜の鼓動」「Like a thunder」「I Bet My Life(or Death)」
- JYOCHO「太陽と暮らしてきた」「グラスの底は、夜」「互いの宇宙」
- UNLIMITS「迷走スパイラル」
- シュノーケル「ナツカゼ」
- 中村一義「キャノンボール(最高築 Ver.)」
- PENICILLIN「幻想カタルシス」「少年の翼」「SOL」「Stranger」
- Crack6「trickster」「Loveless」「シグナリズム」「赤い月光」「Crazy Monster」
- 鴉「憧れ」
- EARTHSHAKER「夕星の芒野と消ゆ」
- D-51「Lady don't cry」
- 太陽族「素晴らしい人生じゃないか」
- ART-SCHOOL「LOST CONTROL」
- カヨ「ときめきチェンソー」「STRAWBERRY SHORTCAKES」「紫陽花」
- susquatch「ghost」
- he「tracks and noise」「outward」「FREE」
- SEENA SHEEP SKIN「ラピスラズリ」
- ピロカルピン「虹の彼方」「飛行少女」「見えざる手」「青い月」「未知への憧憬」「桃色のキリン」「パルプフィクション」「箱庭の世界」「Wonder World」「グローイングローイン」「京都（15th anniversary version）」
- ゴールデンシルバーズ「スージーキューティー」
- 鳴ル銅鑼「夜は待ち伏せ」
- 亜沙「明正フィロソフィー」 「麗人オートマタ」「黄昏昭和の駅前で」
- PASSPO☆「Truly」「Love Diary」
- Predia「壊れた愛の果てに」
- 風男塾「BE HERO」
- LinQ 「ナツコイ」「ハレハレ☆パレード」「Linquest...」
- 相田翔子「for you」
- 中島卓偉「ユラリユララ」「明日への階段」「焼酎ギャル」「誰も分かってくれない」「ゲッザファッカゥ!!!!」「BEAT&LOOSE」「さらけだす」「Yes,My Way」「どんなことがあっても」「忘れてしまえよ 許してしまえよ」「我が子に捧げる PUNK SONG」「大器晩成」
- midnightPumpkin「AnyWay, AnyTime, BeHappy, GoLucky」「I LOVE! I HATE!」「光のストーリー」
- VELTPUNCH「グッバイアンサー」
- The Winking Owl「Let Go」
- プルモライト「間もなくフィクション」「ほころび」
- ザ・チャレンジ「LOVEってる」
- HEAD SPEAKER「瓶詰シュガープラム」「COLOR」
- 齊藤ジョニー「Happiness」
- TOYTRAP「There's no reason」
- 焚吐「呪いが解けた日」
- chouchou merged syrups.「ラストダンサー」
- LIFriends feat.新里宏太 「君の瞳にロックオン」
- 森翼「青い夢」
- 瀧田イサム「Fairy touch」
- 彼女 IN THE DISPLAY「STAY KID」
- SCARLET「REFLECT」
- phatmans after school「未完成フューチャー」
- 城南海「あなたに逢えてよかった」
- ソ・イングク「Last Song」
- イ・ジョンヒョン「Smile」
- GOKIGEN SOUND「声が聞きたくて・・・feat.marina」
- 2o Love to Sweet Bullet「日比谷線ダイアリー」
- 乙女新党「もうそう★こうかんにっき」
- Mia REGINA「蝶結びアミュレット」
- hy4_4yh「ゆけゆけ GooGoo 女の子」
- Oz「Stigma」「SUCCUBUS」
- BugLug「Happy Birthday Kill You」「幸運の女神は去りゆけど笑え」「V.S.」
- メガマソ「white, white」
- MERRY「エムオロギー」
- ザアザア「マザレナイ」「ラブレター」
- Blu-BiLLioN「響心 Identity」「The Awaking of Revolution」「Believer's High」「この手に在るもの」
- DADAROMA「ルシッド・ドリーム」「僕はアンドロイド」
- ドレミ團「感傷的ロッキンスランバー」
- SuG「Life 2 Die」
- DEZERT「幸福のメロディー」「Hello」「変態」
- Out side dandy「Jet city」「ミッドナイトタクシーレディオ」
- 卯ノ花クダシ「あざみと道連れ」
- SaToMansion「シャイン」
- わたしのねがいごと。「きこえる？」
- Chapter line「大言壮語の逆襲」
- aquarifa「switch」
- VIVASNUT「Forgotten Story」
- マグヴェリー「横濱純情物語」
- ODOROOM「FINAL Judgment」「ODM～オドルーム的ダンスミュージック」「WAY TO GO」
- ほたる日和「昨日の音色」「少年時代」「とるものとりあえず」
- リムキャット「茜炯-Vermilion Glitch-」
- ヘンリーヘンリーズ「ポップンブルース」 「ソファー」
- fifi「ホタルナ」
- ビーグルクルー「My HERO」
- 夜のストレンジャーズ「BACK TO THE ROCK'n'ROLL WORLD」
- YAOYOROS「とけだした夏に」
- SEIZE THE DAY「YOU & I」「Vibrate you」
- モハメド「トイレ」「燕」
- 赤丸「ぼくらの」
- T.S.R.T.S「ヴェロニカ」「Straight Story」
- The Rouges「my sweet R&R」
- しまじろう「まほうのことばはティンガリンガブー」「ハッピージャムジャム」「クプルパーはひみつのことば」

### LIVE
- 04 Limited Sazabys@日本武道館・@日本ガイシホール・@下北沢SHELTER
- the band apart@ZEPP TOKYO・@日本武道館
- 凛として時雨@新木場コースト・@SHIBUYA-AX
- avengers in sci-fi@代官山 UNIT・@SHIBUYA-AX・@新宿 loft
- 東京カランコロン@中野サンプラザ
- BAND-MAID@赤坂 Blitz・@新木場コースト・@zeppTokyo
- 押尾コータロー@国際フォーラム A・@大阪フェスティバルホール
- Predawn@キリスト品川グローリアチャペル
- 鈴村健一@Diver City
- 中村一義@江戸川総合文化センターホール
- 羽多野渉@CLUB CITTA KAWASAKI・@EX THEATER・@中野サンプラザ
- 中田裕二@中野サンプラザ・@Billboard Live TOKYO
- 吉田山田@日比谷野外音楽堂・@渋谷公会堂
- 華原朋美@NHK HALL
- 挫・人間@SHIBUYA WWW
- Chay@品川ステラボール
- BugLug@渋谷公会堂・@日比谷野外音楽堂
- LoVendoЯ@新宿 Blaze
- The Flickers＠新宿 mars
- My Name@渋谷公会堂
- Rake@月見ル君想フ
- ASPARAGUS@渋谷公会堂
- SKA SKA CLUB@SHIBUYA-AX
- 中島卓偉@赤坂 blitz・@SHIBUYA-AX・@SHIBUYA DUO・@SHIBUYA WWW
- 藤田麻衣子@渋谷公会堂・@SHIBUYA-AX・@日本武道館・@NHKホール・@中野サンプラザ・@すみだトリフォニーホール
- 岸田教団&THE明星ロケッツ@ZEPP FUKUOKA・@赤坂 Blitz
- シュノーケル@JCB HALL
- 太陽族@SHIBUYA O-EAST
- Mix Speaker's,Inc.@渋谷公会堂

### 企業
- しまじろうヘソカ dance コーナー「ハッピーラッキークリスマス」
- Benesse「BE-GO」infomercial
- NPB「日本プロ野球開幕」「交流戦」「ASIA SIREAS」CM
- ソニー・クリエイティブプロダクツ「機関車トーマス木製レール」 CM
- 資生堂「美白フォーラム」event OP movie
- OHNSON「ジャバ」CM
- ケフィアカルチャー「だんだん鍋」CM
- レコチョク「Price off campaign」CM
- MIZUNO 「バイオギアタイツ BG8000+BG9000」event+web movie
- EPSON 「スマートグラス MOVERIO」event movie
- 矢作地所+トヨタホーム「Garden Coffret」CM
- こどもちゃれんじほっぷ ENGLISH 5月号ダンスコーナー
- 共和薬品工業 企業 VP「ジャズバンド編」「野球編」